# 秀島史香
秀島 史香（ひでしま ふみか、1975年10月9日 - ）は、日本のディスクジョッキー、ナレーターである。FM BIRD所属。

## 来歴・人物
神奈川県茅ヶ崎市出身。慶應義塾ニューヨーク学院を経て、慶應義塾大学法学部政治学科を卒業。
小学6年生の時に父の仕事の都合でアメリカ合衆国（ニューヨーク）に引っ越して高校卒業までをアメリカで過ごし、日本語と英語のバイリンガルである。実用英語技能検定1級を持ち、30カ国以上を旅した。将来は外交官になりたい夢を持って政治学科に入学したが、本人曰く「現実の壁にぶつかった」とのこと。その後アルバイトで通訳の事務所に勤め、その時から放送現場に出入りしていたがそんな中、通訳事務所の先輩からDJの仕事を勧められる。学生ラジオDJコンテスト（FM BIRD主催）があることを知って応募。一度目（19歳時）は予選で落ちたが、2度目の挑戦（大学三年生時）で、グランプリ賞（会場はTOKYO FMホール）を獲得したことがきっかけとなって大学3年生時にFM BIRDに所属してラジオDJデビュー。DJとして最初の仕事はFM横浜の夏のキャンペーン「湘南KING」での学生レポーター役。初ラジオレギュラーはFM802の『FUNKY JAMS 802』の週1回レギュラー。大学4年生時からJ-WAVEでレギュラー出演開始。語学力を生かし、外国人アーティストとの共演や同時通訳も行う。テレビ、映画、ウェブサイトなどでのナレーションの実績も多く、エア・ギアでは声優として参加している。J-WAVE『GROOVE LINE』をピストン西沢と１０年間ツインナビゲート。その後、毎週金曜日のラジオ番組、『CIRCUS CIRCUS』（J-WAVE）にナビゲーターとして出演していたほか、『READING FOR YOUR HEART』（J-WAVE（東京）による制作、FM802（大阪）、ZIP-FM（名古屋）でも放送）で朗読番組を担当。のちに「子どもの夢と仕事をつなぐタイムトラベル」をテーマにした平日夜の『DREAM TRAIN』を担当。
2010年（平成22年）5月5日、2歳年上の男性との結婚式を挙げた。2011年（平成23年）1月21日、『CIRCUS CIRCUS』内で妊娠中であることを発表。同年2月から産休に入り、4月3日に女児を出産。
現在は、Fm yokohama『SHONAN by the Sea』（毎週日曜朝６時〜）、J-WAVE『LETTERS TO YOUR PRECIOUS』（毎週土曜朝7時50分～）を担当。TVナレーションでは、Eテレ「趣味どきっ！」「デザイントークスプラス」テレビ東京「二軒目どうする？ツマミのハナシ」「昼めし旅」などレギュラー担当中。

## 受賞歴
- 第49回 ギャラクシー賞「ラジオ部門選奨」受賞[3]。J-WAVE SPECIAL『VERMEER, 37 STORIES ～光の王国～』
- 2019年 日本民間放送連盟賞「ラジオエンターテインメント番組部門 最優秀賞」受賞[4]。FMヨコハマ『あの小説の中で集まろう』
- 第74回 文化庁芸術祭賞「放送個人賞」受賞[5]。ニッポン放送『文豪ROCK！～眠らせない読み聴かせ　宮沢賢治編』

## 放送出演

### ラジオ

#### J-WAVE
- J'S IMPACT（1999年4月 - 2000年3月）
- JCB CLUB INT.×3 INFORMATION CLIP（1999年4月 - 2000年3月）
- GROOVE LINE （2000年4月 - 2010年3月） - ピストン西沢とツインナビゲートした。
- J-WAVE HOLIDAY SPECIAL
- J-WAVE SELECTION『RADIO×COMIC〜波よ聞いてくれ〜 』『ラジオ絵画教室』
- OH! MY RADIO （2004年7月28日） - 「夜もGROOVE LINE」と称して、ピストン運動平井こと平井堅とツインナビゲートした[6]。
- M+ （2009年3月5日） - ナビゲーターのDJ TAROが休んだため、坂本龍一とツインナビゲート[7]。
- KISS AND HUG （2009年12月26日） - ゲスト。
- HAPPINESS （2010年1月31日） - ナビゲーターの宮本絢子が休んだためピンチヒッター。
- CIRCUS CIRCUS （2010年4月 - 2011年1月28日） - 「休業中」のはずだったが、結局降板した。
- J-WAVE SPECIAL VERMEER, 37 STORIES 〜光の王国〜（2012年1月9日）第49回ギャラクシー賞「ラジオ部門選奨」を受賞。
- READING FOR YOUR HEART （2012年4月 - 2015年3月） - 毎週月曜から金曜日21:50〜22:00。2012年10月からはFM802, 2013年4月からZIP-FMでも放送。
- SOUNDS OF STORY〜ASADA JIRO LIBRARY〜 （2014年6月21日）- ピエタ
- RADIO DONUTS （2016年2月）
- DREAM TRAIN（2015年4月 - 2016年9月）
- 民放ラジオ101局特別番組 WE LOVE RADIO, WE LOVE AMURO NAMIE (2018年9月8日−10日)
- LETTERS TO YOUR PRECIOUS（2024年4月 - ）

#### FM802
- FUNKY JAMS 802
- READING FOR YOUR HEART - J-WAVEによる制作
- DREAM TRAIN - J-WAVEによる制作

#### ZIP-FM
- HOT MENU 77.8
- SUNDAY SOUND BRIDGE
- READING FOR YOUR HEART - J-WAVEによる制作
- DREAM TRAIN - J-WAVEによる制作

#### NHK-FM放送
- シアター ヒッチハイク
- Live Music from New York 2012
- 松尾潔のメロウな夜（150回記念 進行ゲスト）
- ゆうがたパラダイス（ゲスト出演）
- 開局50周年記念特番「今日は一日“ありがとうFM50”三昧 ポップス編」司会 (2019年3月2日）
- エリック・クラプトン～波乱万丈！スローハンドの５０年の軌跡～　(2020年12月29日）
- ミュージック・レジェンド・ナイト ジョージ・ハリスン　(2021年12月29日・30日）

#### NHKラジオ第1放送
- 渋谷アニメランド
- ラジオの女王様
- 放送90年　午後まりスペシャル in渋谷スタジオパーク
- キクコトノミライ。〜ラジオ100年プロジェクト〜

#### NHKラジオ第2放送
- 英語で読む村上春樹～世界の中の日本文学～（2016年4月 - 2017年3月）毎週日曜日23:00～23:30
- 短期集中！3か月英会話 洋楽で学ぶ英文法
- 高校講座 仕事の現場real 【ラジオパーソナリティー】さまざまな考えを言葉にして伝えあいたい

- ニュースで学ぶ「現代英語」（2022年4月 - 2024年3月）毎週月〜金曜日午前9:30～9:45、再放送午後3:45～4:00  および日曜日午後10:00～11:15（５回分）

#### TBSラジオ
- ニュース探究ラジオ Dig（2010年6月11日） - ゲスト出演
- ザ・トップ5（2012年2月2日） - ゲスト出演
- 村上ゆきのスローリビング（2013年12月8日） - ゲスト出演
- 田中みな実 あったかタイム（2016年5月14日、5月21日） - ゲスト出演
- ジェーン・スー 生活は踊る（2022年6月28日）- ゲスト出演

#### 文化放送
- 高田純次 日曜テキトォールノ（2015年10月4日） - ゲスト出演
- 「純次と直樹と糸井重里」ナビゲーター役
- 純次と直樹（2019年4月 - ） - ナレーション、時折ゲスト出演
- くにまる食堂（2022年5月24日） - ゲスト出演

#### ニッポン放送
- 根本美緒のウェルエイジングライフ（2012年9月10日、9月17日） - ゲスト出演
- ミッツマングローブのオールナイトニッポンGOLD - ゲスト出演
- ナイタースペシャル恋も夫婦もいろいろあるさ！男と女のリクエストバトル！（2017年6月21日）- 荘口彰久とのツインナビゲート。
- 土屋礼央 レオなるど - ゲスト出演
- 八木亜希子 LOVE&MELODY（2019年12月28日・2020年1月4日の2回） - 八木亜希子欠席時の代理パーソナリティ
- JAPAN PODCAST AWARDSラジオ 2020
- ENEOSプレゼンツ あさナビ（2022年6月20日〜24日） - ゲスト出演

#### Fm yokohama
- SHONAN by the Sea（2017年4月 - ）
- Travelin' Light - ゲスト出演
- Travelin' Light - 代打 (2017年7月29日)
- Startline - ゲスト出演
- あの小説の中で集まろう - 作家 燃え殻との特別番組 (2018年6月14日、2020年8月31日)

#### JFNC
- Please テルミー! マニアックさん。いらっしゃ～い!（2017年4月 -2023年3月 ） - 吉田照美とのツインナビゲート。
- OH! HAPPY MORNING - ゲスト出演
- Have Dreams - ゲスト出演
- simple style -オヒルノオト- -ゲスト出演

#### Tokyo fm
- 山崎怜奈の誰かに話したかったこと。（2022年6月20日）- ゲスト出演
- Skyrocket Company（2024年1月10日）- 秘書代理として出演

ほか

### テレビ
特に記載のないものはナレーション出演

#### NHK
- 「安室奈美恵　告白」インタビュアー(2017年11月23日)
- BSコンシェルジュ[8]
- 着信御礼!ケータイ大喜利 - 女性DJの役で不定期に出演。
  - 失恋したリスナーに何てことを…。女性DJ何と言った? [9] （2008年2月3日）
  - 「最後の一言がそれ?」女性DJエンディングで何を言った? [10] （2008年8月3日）
  - 「新年早々、何てことを…」女性DJ、何を言った? [11] （2009年1月1日）
  - 「ゲストのミュージシャンに何てことを…」女性DJ何と言った? [12] （2010年1月16日）
  - 「クリスマスに何てことを…」女性DJ何と言った? [13]（2010年12月18日）
  - 新番組のオープニング。「何てことを…」女性DJ何と言った? [14] （2011年8月27日）
  - 「朝から何てことを…」女性DJ 何と言った?  着信御礼!ケータイ大喜利[15]（2012年10月7日）
  - 「映画の告知に来た若手俳優になんてことを！女性DJ 何と言った？」 [16]（2013年2月16日）
  - 「女性DJ、クリスマス前に彼氏にフラれたな…。何と言った？」 [17](2013年12月21日)
  - 「アイドルグループを卒業するゲストになんてことを…。女性DJ、何と言った？ 」 [18](2015年2月14日)
  - 「これから好きな人に告白するリスナーに何てことを…。女性DJ、何と言った？ 」 [19](2015年6月20日)
  - ラジオ番組「ははぁ〜ん、このあとデートだな…」女性DJ 何と言った？」 [20](2015年11月14日)
  - ラジオ番組の最終回。「リスナーへのあいさつで何てことを……」女性DJ何と言った？ (2016年4月30日)
  - DJKOOさんと秀島さんのラジオ番組。ゲストの女性アイドルグループが「はぁ？」○○さん何と言った？ (2017年4月9日)
- 熱中時間 忙中"趣味"あり - 相撲の現役親方である敷島勝盛のDJ趣味のドキュメントのナレーション。
- きれいの魔法 (NHK教育、2010年4月－2013年3月)
- 夜なのにあさイチ (NHK総合、2012年2月25日) 漢方パンダの声とナレーション[21]
- 恋する雑貨 (NHK BSプレミアム、2012年4月－2013年9月)
- 植物男子ベランダー（NHK BSプレミアム 2014年）
- 団塊スタイル
- グレーテルのかまど
- あしたも晴れ!人生レシピ
- マキハラといっしょ 槇原敬之と司会　(BSプレミアム、2013年12月)
- BS（ほし）からの贈り物　(NHK総合、2014年12月)
- 明日へ -支えあおう-
- みんなでドリする？〜ドリカム20周年スペシャルライブ〜
- 東京カワイイ☆LIVE
- Kawaii International
- 課外授業ようこそ先輩
- パフォー！
- おしゃれ工房
- AmazingVoice驚異の歌声
- アニメが生まれる瞬間〜キングダムの制作現場より〜
- アメリカンフットボール日本一への挑戦
- MLB2012 「いま語ろう！あのプレーあの一球」
- 大人のEテレ×上原ひろみ
- ハイビジョンプレマップ（ビートルズソロ特集編、宝塚編）
- 東京カワイイ☆LIVE
- 東海北陸　ヒューマンドキュメンタリー
- EE感じに社会人
- 列島縦断2800キロ！ニッポン高速道路トラック旅
- Face To Face 近藤麻理恵
- 発表!Nコン2016課題曲
- 挑戦者たち
- 趣味どきっ！
- ホームズとワトソンのただならぬ夜
- 関口知宏のヨーロッパ鉄道の旅 - 語り
  - イギリス編 第1回 (2017年1月21日)
  - イギリス編 第2回 (2017年2月18日)
- デザイントークス＋
- いよいよ開幕!アニメ「つくもがみ貸します」
- ハワイの暮らし優しい時間

#### 日本テレビ
- 歌笑HOTヒット10
- ミンナのテレビ
- ザ!情報ツウ
- 速報!歌の大辞テン
- ウタワラ
- HAPPY Xmas SHOW
- 魔女たちの22時
- ジャック10
- ハケンの品格　PR番組
- 働きマン　PR番組
- 貧乏男子（ボンビーメン）　PR番組
- おせん　PR番組
- ホカベン　PR番組
- オー!マイ・ガール!!　PR番組
- ミュージカルアニー涙と奇跡の物語　PR番組
- 完全密着!スッキリ×アニー2012スッキリSP　PR番組
- PON! エンタメコーナーDJ
- 鉄道芸人プレゼンツ なるほど!感動!鉄道スクール (2019年12月14日) - ナレーション
- 市川海老蔵にござりまする

#### TBSテレビ
- 恋するハニカミ
- 稲垣吾郎の音楽狂時代
- ベスト百貨
- 鉄板少女アカネ!!
- 華和家の四姉妹
- 恋愛ニート〜忘れた恋のはじめ方
- パパドル!
- 全日本高校女子サッカー選手権大会
- 100秒博士アカデミー
- テレビ未来遺産
- Nスタ
- 絶景！北欧しあわせ食堂
- しあわせ！未来製作所〜グリーンリーダーズの挑戦
- 流行研Q！コレキテル
- 絶品すぎるグルメ街に天使すぎるMC降臨！夏はサカスで満腹SP
- JNNスポーツ&ニュース
- ものづくり 日本の奇跡
- 水曜日のダウンタウン

#### フジテレビ
- HEY!HEY!HEY! MUSIC CHAMP
- 情報プレゼンター とくダネ!
- とんねるずのみなさんのおかげでした
- VivaVivaV6
- やしがにのウインク
- 新報道プレミアA
- NONFIX
- 世界フィギュアスケート選手権
- 四大陸フィギュアスケート選手権
- 全日本フィギュアスケート選手権
- 2012年ロンドンオリンピック　アーティスティックスイミング
- 2014年ソチオリンピック　フリースタイルスキー、女子アイスホッケー
- ドリーム・オン・アイス
- 世界新体操
- イオンカップ2014世界新体操クラブ選手権
- 草彅剛の女子アナスペシャル
- カスペ!・とんねるず×さまぁ〜ずの一文無しジャーニー2×2伊勢神宮から出雲大社への旅
- THEビッグチャンス
- 女子サッカー ラ・マンガ国際大会
- Shinji Kagawa ＃1＜SPORT PLUS＞
- 終着駅からはじめちゃう？！～満腹＆ハプニング！サンドが行くローカル線～

#### テレビ朝日
- ミュージックステーション
- 報道ステーション
- TOKYO BEAT
- 優香のメルボルンの旅
- 熱血ネイチャー先生
- 映画シグナル公開直前SP
- 日本全国　なぜそこに?　誰が使うの!?秘境駅

#### テレビ東京
- シネマ通信
- クイズ赤恥青恥
- チャンピオンズ〜達人のワザが世界を救う〜 - 「特別編 ガーデニング王選手権」 （2009年8月6日） にて窪田等とともにナレーションを担当。
- ケインコスギハリウッドへの道
- エア・ギア
- 聖志のゴルフ宮里流
- 2010年旅の総決算! クチコミ＆人気ランキング
- 宮里三兄妹　New Year's Special
- 月曜プレミア!
- 人生で一度は見たい世界の絶景
- 開店!鉄板ジモン
- ヨーロッパ水風景
- スポーツがあったから
- 世界140カ国を制覇せよ!全世界の衝撃映像SP
- テレビ東京「ナイトヒーロー NAOTO」最終話　DJ役
- 二軒目どうする？ツマミのハナシ　2024年2月11日放送分ではナレーターに加えて「飲み仲間」（ゲスト）として出演を果たした。
- 「昼めし旅」木曜日

#### 関西テレビ
- 矢部＆大輔のおまかせタクシー裏ガイド旅in函館

#### テレビ愛知
- SHOWBIZ COUNTDOWN

#### WOWOW
- WOWOW LINEUP
- グラミー賞授賞式
- 徹底取材！NBA再起をかける男たち
- BEHIND THE FASHION INDEX
- 藤井フミヤ 30TH ANNIVERSARY TOUR 生中継直前SP
- YOU×光浦　海外ドラマTALK　海外ドラマ　ミニガイド
- 安室奈美恵20周年アニバーサリースペシャル-LIVE FUTURE & DOCUMENT OF NAMIE AMURO-

#### BS日テレ
- 海からの風を感じて 第10回湘南国際マラソン

#### BS-TBS
- 裸のアスリート|裸のアスリート 〜ROAD TO LONDON〜
- 夢の地球大横断！世界絶景レストランスペシャル月別おすすめ旅 決定版
- HOUSE DESIGN CONCEPT〜住み良い暮らしへの扉〜
- さかなクン大深海SP 地球最後の秘境のナゾ (2018年9月16日)[22]
- 毛利衛＆中川翔子　地球最後の秘境へ！　ニッポンの深海大冒険(2019年2月8日）
- X年後の関係者たち〜あのムーブメントの舞台裏〜（2025年5月8日）「J-WAVE」回にゲスト出演

#### BS-i・BSフジ
- 68

#### BSフジ
- ヴェネツィア・パリ・ベルリン　エスプレッソ三都物語

#### BS朝日
- Hello!フォト☆ラバーズ 〜ミル・トル・アルク〜
- ライフセーバーたちの海物語2015
- 関口宏の美しき日本の田舎　〜 十人十色の移住物語 〜
- 金曜日くらい褒められたい ワタシ、アップデート - ゲスト出演

#### BSテレ東
- 「豪華寝台列車瑞風で行く 絶景めぐり 極上の旅」

#### BS12
- 高田純次のアジアぷらぷら
  - 高田純次のセカイぷらぷら　ナレーション、ベルギー現地レポートコーナー出演

### CM
- Gillette Venus Body （プロクター・アンド・ギャンブル）
- GREE （グリー）
- SoftBank AQUOS SHOT 933SH （シャープ）
- 月桂冠
- パナソニック
- 丸井
- ブラウン
- シュワルツコフヘンケル「SYOSS」
- ユーキャン [23]

### 講演
- 慶應義塾大学メディア・コミュニケーション研究所 公開講座 「人とのつながり―体験的ラジオメディア論」
- 富山県民共生センター 働く女性のためのセミナー「いい空気を一瞬でつくる会話術～相手の心をつかむ聴き方、話し方～」
- AERA English「子どもの英語教育にどう向き合うか」講演会　「心のバリアのはずし方～英語が開くコミュニケーションの扉～」
- 横浜市立 緑図書館 25 周年記念・緑区読書活動推進事業 オンライン講演「今こそ、本のチカラ」
- 岐阜市教育文化振興事業団 「なぜか聴きたくなる人の話し方～伝わる会話のレシピ～」

### その他
- 渋谷ヒカリエ館内ナレーション（日本語・英語）
- am/pm in-shop program （エーエム・ピーエム・ジャパン）店内で流れるCM番組。新しいとれたてキッチンや新曲の情報を、5分程度の長さで流していた。
- WEEKLY J-WAVE Podcasting (J-WAVE)
- GROOVE LINE Podcasting (J-WAVE) - ポッドキャストで面白かったネタと翌週の企画を紹介していた。
- キッザニア東京　J-WAVEパビリオン内ガイドナレーション
- iida ミュージック・ジェネレーター (KDDI) - ガイダンス。
- JALスペシャル機内放送 『SOUNDTRACK CHANNEL』『矢沢永吉 40th Anniversary』『DO YOU DERAMS COME TRUE? スペシャルLIVE特番』『春の旅』『クラシック・ミーツ・ポップス』（日本航空） - 機内放送のプレゼンター
- ANA『SKY AUDIO』『ANA DREAMS COME TRUEスペシャル　〜Journey To Love〜』
- 日光東照宮新宝物館ＣＧアニメーション作品「徳川家康」-　ナレーション
- 池袋サンシャイン プラネタリウム　満天 - ナレーション
- 渋谷Bunkamuraザ・ミュージアム 「ベルギー王立図書館所蔵ブリューゲル版画の世界展」「奇想の王国　だまし絵展（子ども用）」「ピカソとクレーの生きた時代展」「フェルメールからのラブレター展（スマートフォン）」- 音声ガイド
- 国立新美術館「オルセー美術館展　印象派の誕生 －描くことの自由－」音声ガイド（東出昌大とツインナビゲート）
- 東急シアターオーブ スペシャルプログラム
- 国立科学博物館制作協力プラネタリウム「地球ミュージアム」
- 千葉市科学館企画展「ガリレオの天文対話」
- パナソニック 汐留ミュージアム「アール・デコ（光のエレガンス）展」「幸之助と伝統工芸展」「フランス印象派の陶磁器展」展示映像
- 東京スカイツリータウン内東京ソラマチ「スペース634」　マイケル・ジャクソン展音声ガイド
- 慶應義塾大学オープンキャンパス音声ガイド
- 東京モーターショー　ナレーション
- 愛・地球博 チャイルドケアロボット「PaPeRo」紹介ナレーション
- ラジオドラマCD radiogenicシリーズ『青空が傍受した少年』（初夏の贅沢編）（中村獅童と共演）
- 松本隆作品集　「風街少年」「風街少女」選曲
- 絵本DVD『こびとづかん』日英ナレーション
- フクダカヨ×谷川俊太郎×秀島史香  「陽気な家族にはおもしろ神様がついてくる!」トークイベント
- 「オルセースペシャルナイト」国立新美術館オルセー展　　林綾野×秀島史香ギャラリートーク
- 「ART STAND」　スプツニ子！×三輪ノブヨシ トークショー
- 松本隆 作詞活動40周年記念 風街ガラ・コンサート 司会
- 畠山美由紀ソロデビュー15周年記念コンサート　司会
- 第54回ギャラクシー賞贈賞式　司会
- 第69回鎌倉花火大会　司会
- ACC TOKYO CREATIVITY AWARDS （全日本シーエム放送連盟）審査員
- 「NAMIE AMURO ～glorious days～」安室奈美恵 25周年記念ヒストリームービー、日英ナレーション
- 渋谷Bunkamuraザ・ミュージアム「くまのパディントン展」　フォトスポット連載
- 「ほぼ日手帳2019 発売記念トークイベント、糸井重里X秀島史香」出演
- 「J-WAVE INNOVATION WORLD FESTA」  DE DE MOUSE、テリー伊藤と澤円によるトークイベント司会
- ファミリーマート店内放送「FamilyMart Flow&Music」「ミックスファム with Your Voice」ナビゲーター（2019年6月4日 - ）
- 名古屋JRセントラルタワーズ・JRゲートタワー 館内ナレーション

## 映画出演
- 呪怨2
- ユメ十夜 第七夜
- ハミングライフ
- そのときは彼によろしく
- ジーニアス・パーティ「ドアチャイム」
- ROCKERS
- となりの怪物くん - ラジオDJ役

### ビデオ・DVD
- FREEDOM（バンダイビジュアル） - 地球のフロリダからラジオを発信している女性DJアンナマリーの役。
- 情報倫理デジタルビデオ小品集II（メディア教育開発センター） - 合計20クリップの教材全体を喜多川拓朗と共にツインナビゲートしている[24]。
- 情報倫理デジタルビデオ小品集III（メディア教育開発センター） - 合計30クリップの教材全体を大森章督と共にツインナビゲートしている[25]。
- 絵本DVD「こびとづかん」 - 日本語・英語ナレーション
- 恋する雑貨 - ナレーション
- 着信御礼!ケータイ大喜利　2005～2010年セレクション]
- 関口知宏のヨーロッパ鉄道の旅 - イギリス編
- となりの怪物くん　特典映像「ドキュメンタリーofとな怪」月川翔監督との音声解説

## 著書
- 『いい空気を一瞬でつくる 誰とでも会話がはずむ42の法則』朝日新聞出版、2017年3月7日。ISBN 9784023315815。Amazon 社会一般関連書籍部門 週間ベストセラー1位 (2017年度数週間)
- 『なぜか聴きたくなる人の話し方』朝日新聞出版、2022年5月20日。ISBN 9784023322561。

## 雑誌・WEB掲載
- BE-PAL （小学館） - 2008年7月号の表紙モデルなど[26][27]。
- ジェイヌード （朝日新聞社・朝日新聞出版） - コラム「ミュージックgirlsレーベル」寄稿
- DHC　みんな、げんき？-インタビュー
- FRaU　新創刊広告ポスターモデル
- 熱風（スタジオジブリ出版部） - 三鷹の森ジブリ美術館ライブラリー提供作品 「動物農場」 レビュー寄稿
- 風街茶房（松本隆公式サイト） - 「風街コラム駅伝」寄稿
- かながわスタイル　この人に聞く‐私とかながわ‐（神奈川県公式サイト） - インタビュー取材
- CREA Traveller（文芸春秋）2014年冬号　旅先で読みたい本＆旅先で読んだ本『クレーの食卓』コラム
- AERA（朝日新聞出版）インタビュー
- Domani(小学館)インタビュー
- 朝日新聞「ラジオアングル」
- 産経新聞「マイ トレジャー 追憶の一品」
- Grazia(講談社）
- anan（マガジンハウス）インタビュー
- CLASSY(光文社)　インタビュー
- SWITCH （スイッチ・パブリッシング）
- ピクトアップ　福田麻由子と対談
- FRaU (講談社) 松本千登世と対談
- パピルス（幻冬舎）インタビュー
- クロワッサン（マガジンハウス）
- ポパイ（マガジンハウス）インタビュー
- メトロミニッツ（スターツ出版）インタビュー
- VOWバウ20（宝島社） インタビュー
- Columbia「Travel Goes On　言葉で、声で、つながるネイチャートラベル」イメージキャラクター
- TRANSIT（講談社Mook）インタビュー
- momo(インプレスムック)　連載コラム「世界の各地からの子育て便り」（ベルギー編）
- MY LOHAS 「いい空気を一瞬で作るコミュニケーションの秘訣。秀島史香さんインタビュー」
- NTT  コムウェア　COMWARE PLUS「賢いはたらき方のススメ」
- SHONAN TIME 連載コラム「湘南の空気、オンエア中」
- DRESS 連載「お母さんはもっと自由でいい」
- リクルートSUUMO「住みたい街ランキング」号　インタビュー
- プレジデント（プレジデント社）「話がうまい人 入門！」
- かぞくのじかん（婦人之友社）2018 冬　46号　インタビュー
- ほぼ日連載 「私の言葉で書く、しゃべる」 秀島史香＋糸井重里 トークショー
- Cue  インタビュー「走り続けるあなたへ　秀島史香より」
- 東京新聞『暮らすめいと』インタビュー「この人と１時間」
- 『& Premium』（マガジンハウス）「いま聴きたい６番組」インタビュー
- クロワッサン（マガジンハウス）NO.993 カルチャーページ映画評
- 三田評論（慶應義塾）「話題の人」インタビュー
- &M (朝日新聞デジタル)「私の一枚」インタビュー

## 音楽作品
- Seaside Vibration ( TUBE ) - ラップ担当。
- A Peacetime MCU ( MCU ) - 「FUMIKA'S VOICE」。
- RIP SLYME ORCHESTRA +PLUS ( RIP SLYME ) - 「白日」に参加。
- HEAVEN （福山雅治）
- Ti Amo ( EXILE ) - ささやきで参加。
- 史香のロケンロール （秀島史香） - GROOVE LINEにおいて作られたオリジナルソング[28]。
- ツッパリ!フミカ （秀島史香&下町兄弟） - GROOVE LINEにおいて作られた。パリッ!とオバさん（下町兄弟）のパロディ。
- 「おとえほん」CD 　オーケストラ演出による聴く絵本。音楽プロデューサー守時タツミとのコラボレーション。朗読担当。